# Gare de Beckenham Junction
La gare de Beckenham Junction (en anglais : Beckenham Junction railway station), est une gare ferroviaire des lignes Ligne de Crystal Palace (en) et Ligne principale de Chatham (en), en zone 4 Travelcard. Elle  est située sur la Station Approach à Beckenham, sur le territoire du  borough londonien de Bromley, dans le Grand Londres.
C'est une gare Network Rail desservie par des trains Southern et Southeastern de National Rail. Elle est en correspondance avec la station terminus de la ligne de Beckenham Junction à Wimbledon du tramway Tramlink.

## Situation ferroviaire
Établie à 36 mètres d'altitude, la gare de Beckenham Junction est : une gare de la Ligne principale de Chatham (en), entre les gares de Kent House et de Shortlands ; c'est également un terminus de la Ligne de Crystal Palace (en), après la gare de Birkbeck. Elle dispose de quatre voies et deux quais latéraux, numérotés 1-2 et 3-4. Les quais 1 et 4 sont desservis par des voies en impasse.

Plans : de la ligne et du réseau des transports à Londres
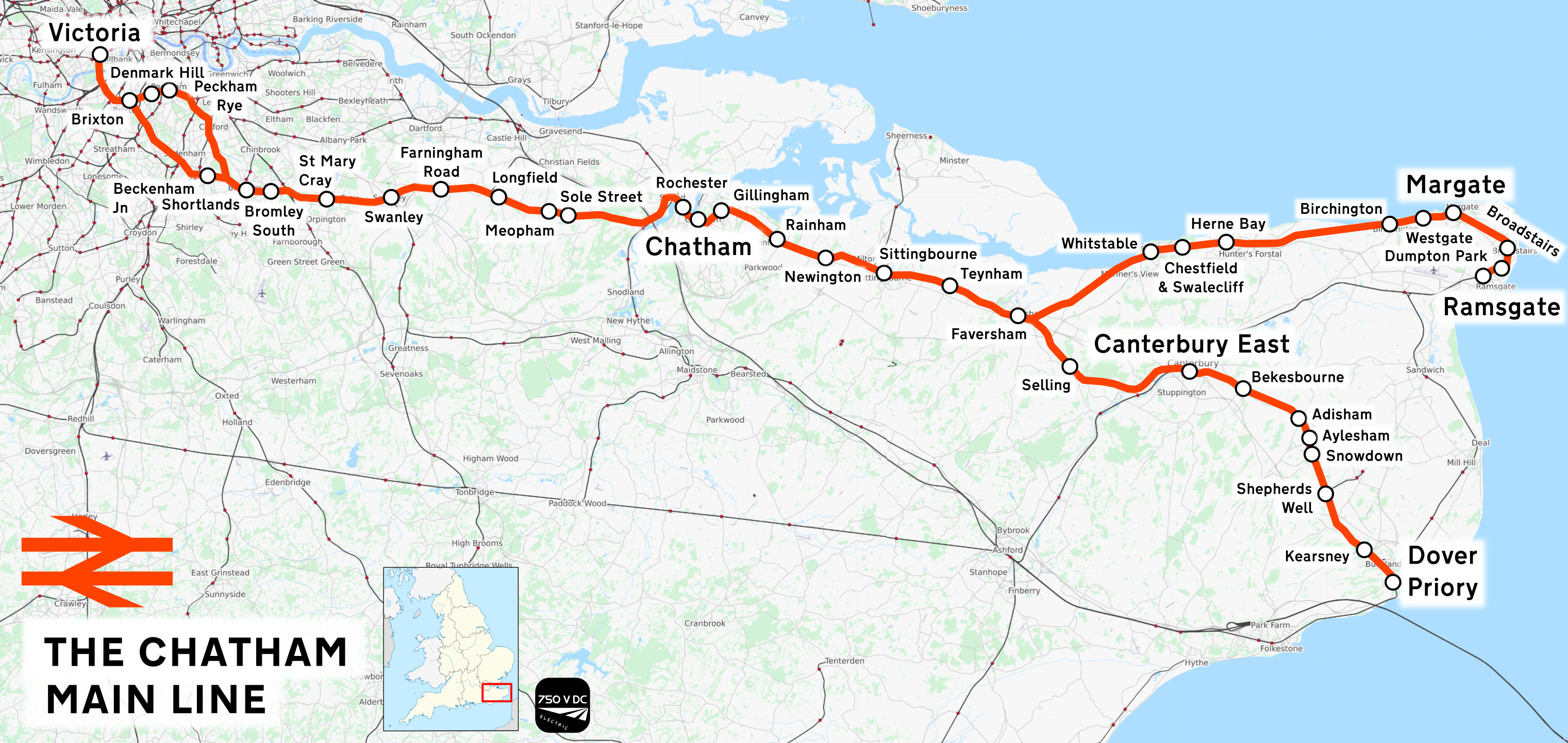
Chatham main line.
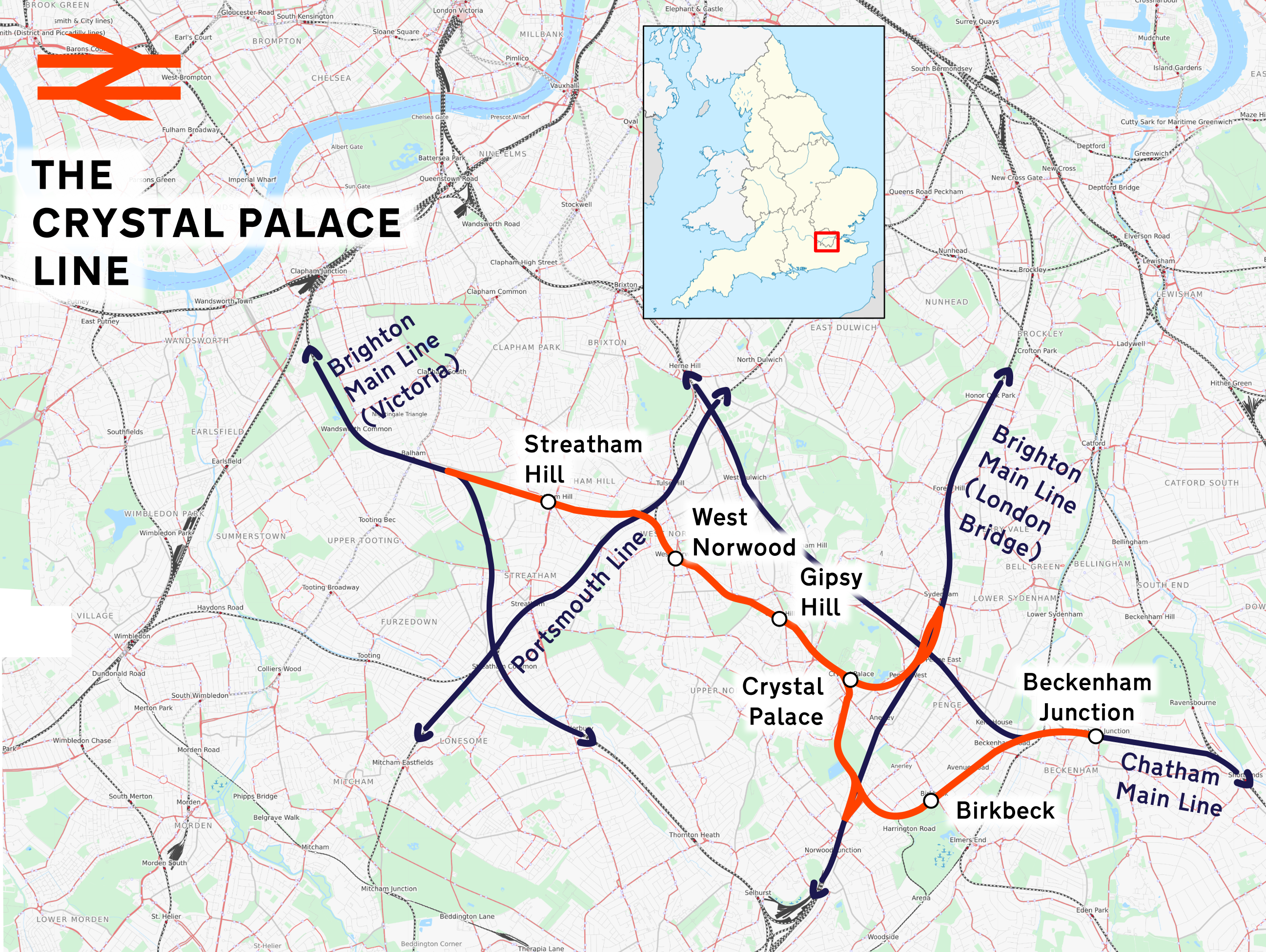
Crystal Palace line.
Réseaux de Londres.

## Histoire
La gare, alors dénommée Beckenham, est mise en service le 1er janvier 1857,. Elle est renommée Beckenham Junction le 1er avril 1864.
La station terminus, dénommée Beckenham Junction, du tramway Tramlink est mise en service le 23 mai 2000.

## Service des voyageurs

### Accueil
La gare dispose d'une entrée principale sur la Station Approach à Beckenham.

### Desserte
La gare de Beckenham Junction est desservie par des trains Southeastern et Southern en provenance ou à destination des gares : de London Bridge, de London-Victoria et d'Orpington.

Installations et desserte.
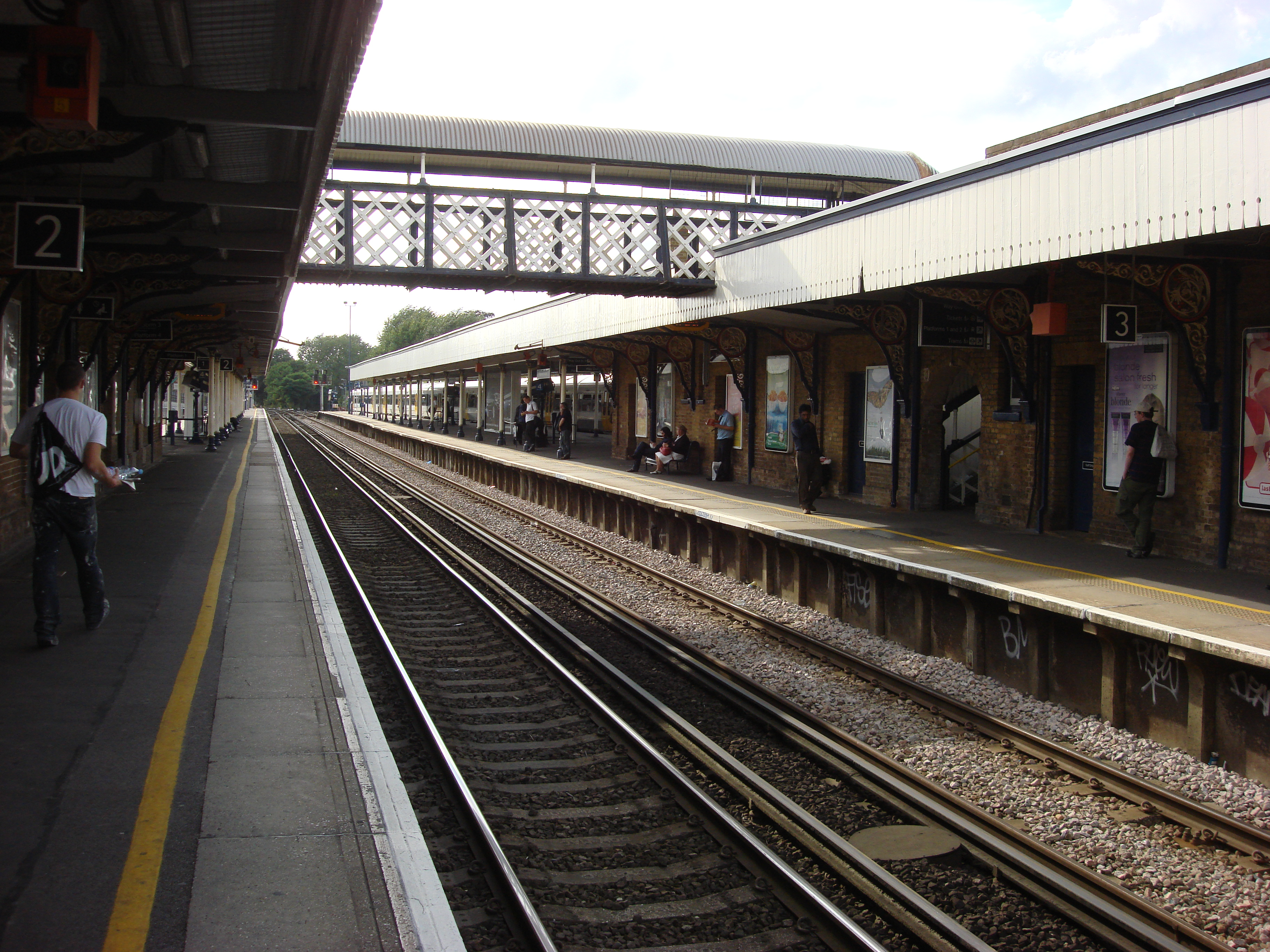
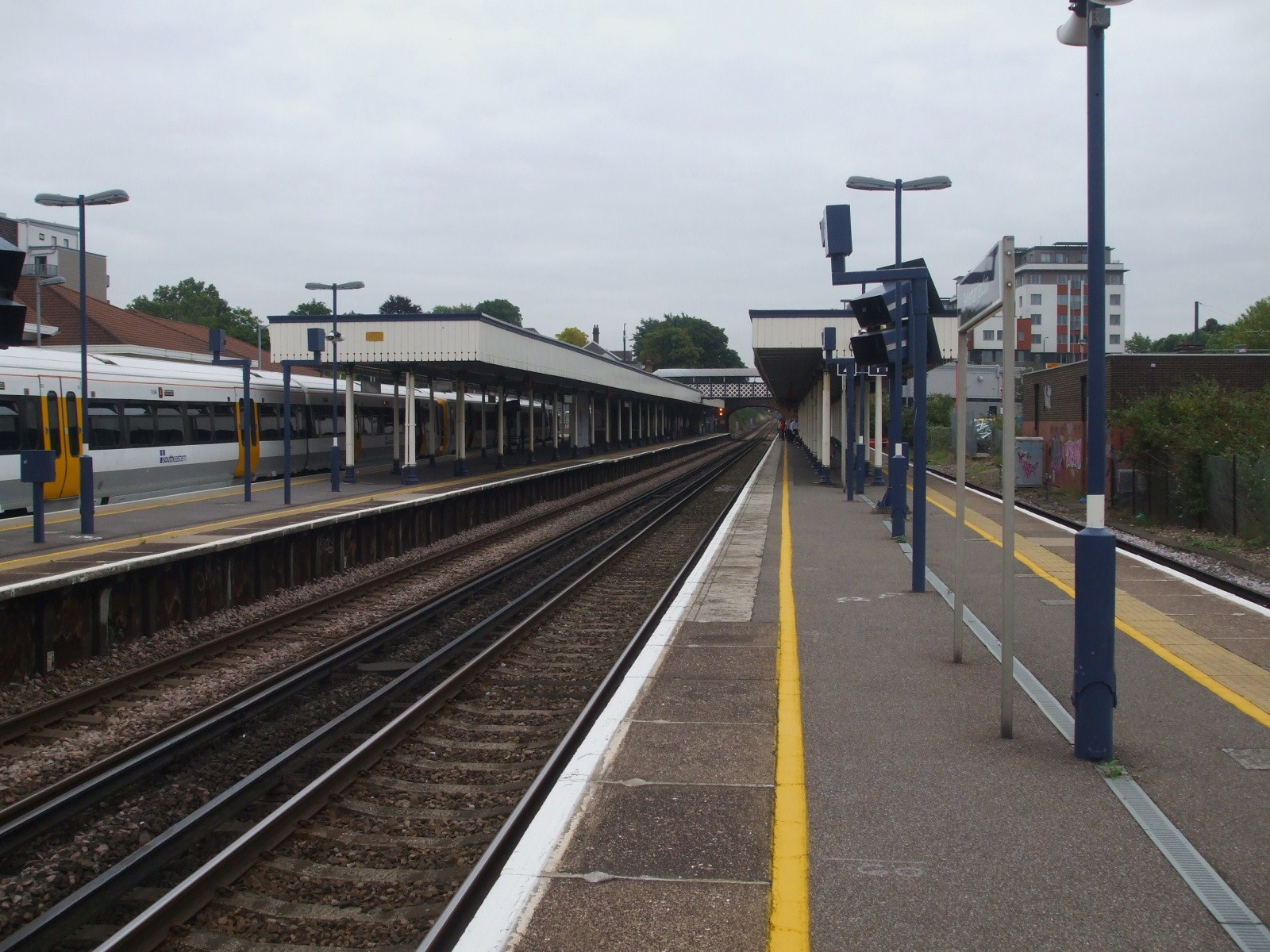
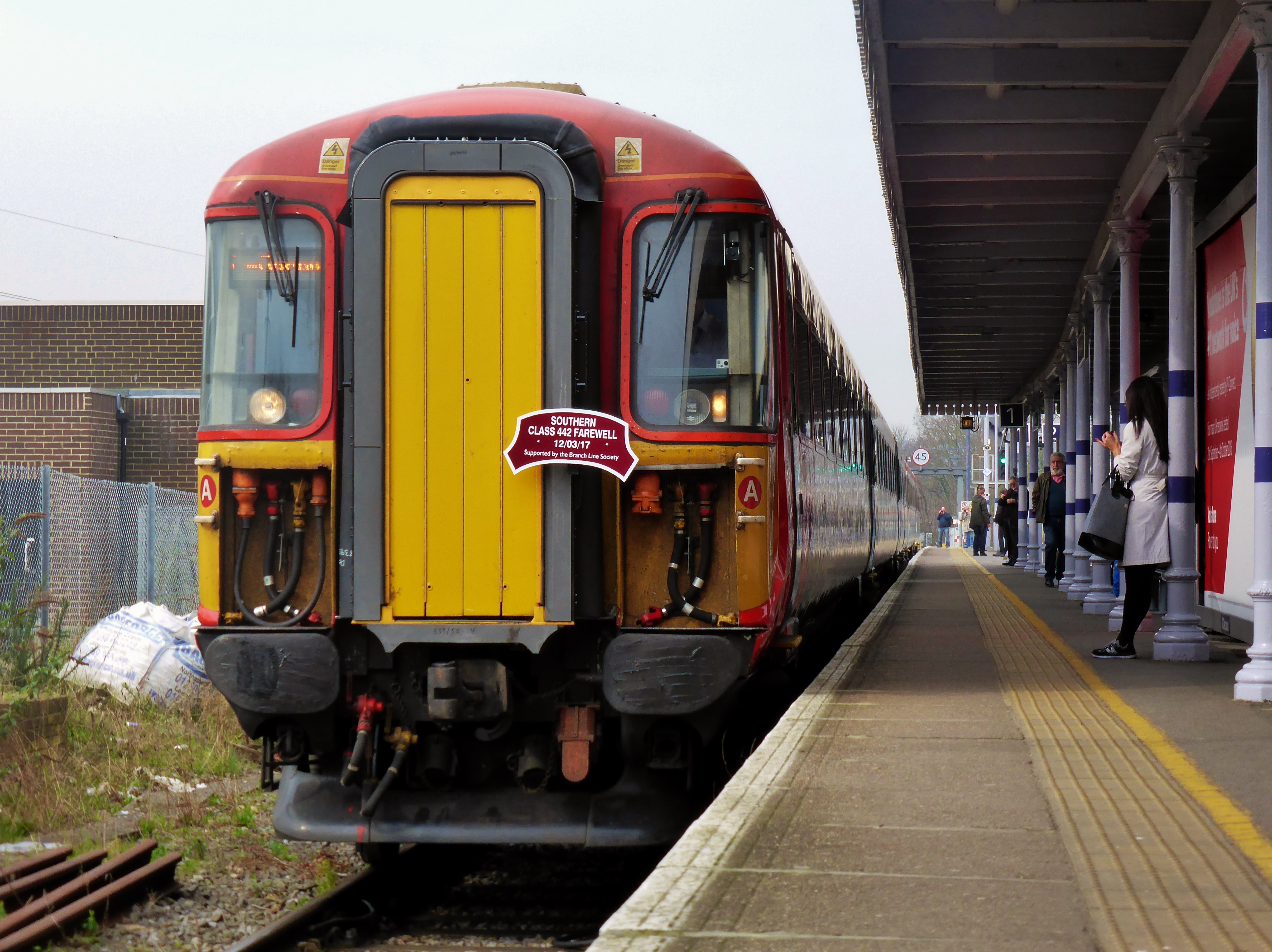

### Intermodalité
La gare est en correspondance avec la station Beckenham Junction Tram Stop, un terminus du tramway Tramlink.
Elle est également desservie par des lignes des autobus de Londres : 54, 162 et 354.